# With Oden on Our Side
With Oden on Our Side è il sesto album del gruppo melodic death metal svedese Amon Amarth, pubblicato dalla Metal Blade il 22 settembre 2006.
La versione limitata dell'album contiene un secondo disco comprendente canzoni live, demo e registrazioni non pubblicate. L'album ha un approccio più heavy rispetto ai precedenti album e, secondo quanto ha detto il cantante Johan Hegg ad un'intervista per il magazine olandese Aardshock, questo album ritornerebbe alle origini della band e ad album come Once Sent from the Golden Hall.
Interrogato riguardo al significato del titolo dell'album, sempre Hegg ha risposto:
(Johan Hegg)

## Esegesi
La prima traccia, molto ritmata e aggressiva, narra le ultime gesta di un berserker, riconoscibile grazie a un verso del ritornello ("bear skin on my back, wolf jaw on my head [...]", ovvero "pelle d'orso sulla mia schiena, fauci di lupo sulla mia testa [...]), e Runes to My Memory, molto più melodica, ne potrebbe, secondo alcune interpretazioni, costituire un possibile seguito: il guerriero infatti sta morendo e chiede ai suoi compagni di essere tumulato affinché la sua memoria non muoia con lui.
Asator e Hermod's Ride to Hel cambiano argomento, attingendo a piene mani dalla mitologia norrena: la prima è una lode a Thor, che "rides to Jotunheim to fight" (cioè "cavalca verso Jotunheim, la casa dei giganti, per combattere"); l'altra parla della folle cavalcata di Hermod per riportare alla vita suo fratello Balder e strapparlo alla dea Hel e può essere considerata la seconda parte della traccia contenuta nel demo del 1996 The arrival of Fimbul Winter chiamata Sorrow Throughtout the Nine Worlds.
Gods of War Arise, With Oden on our side e Cry of the Black Birds compongo un terzetto che impersona pienamente lo spirito dell'album: pur essendo tutte e tre piuttosto melodiche, le liriche e la potenza del suono ne fanno dei perfetti "inni alla guerra". La prima tratta di una brutale razzia, la seconda di una battaglia contro un nemico quattro volte superiore per numero ma "already won", cioè già vinta, la terza incita un gruppo di cavalieri a caricare il nemico senza paura né pietà.
Dopo aver saccheggiato e sterminato si torna a casa: Under the Northern Star è molto malinconica e parla appunto del viaggio di ritorno di una nave dragone. 
Subito dopo si torna sul campo di battaglia con Prediction of Warfare, che rende onore al proprio titolo predicendo il successivo album: l'ultima traccia narra infatti del sogno di un guerriero e preannuncia una spietata lotta tra Thor e Jörmungandr, il Serpente del Mondo, che apre Twilight of the Thunder God.

## Tracce
1. Valhall Awaits Me - 4:43
2. Runes to My Memory - 4:32
3. Asator - 3:04
4. Hermod's Ride to Hel: Lokes Treachery Pt 1 - 4:40
5. Gods of War Arise - 6:02
6. With Oden on Our Side - 4:34
7. Cry of the Black Birds - 3:49
8. Under the Northern Star - 4:17
9. Prediction of Warfare - 6:38

### Tracce bonus
Queste tracce sono contenute nella versione digipack dell'album:
1. "Where Silent Gods Stand Guard" (Live a Wacken 2004) – 6:11
2. "Death in Fire" (Live a Wacken 2004) – 4:55
3. "With Oden on Our Side" (Versione demo) – 4:32
4. "Hermod's Ride to Hel: Lokes Treachery Pt 1" (Versione demo) – 4:49
5. "Once Sent from the Golden Hall" (Sunlight Recording 1997) – 4:03
6. "Return of the Gods" (Sunlight Recording 1997) – 3:34

## Formazione
- Johan Hegg - voce
- Olavi Mikkonen - chitarra
- Johan Söderberg - chitarra
- Ted Lundström - basso
- Fredrik Andersson - batteria